# Muros (Sardenya)
Muros (en sard, Muros) és un municipi italià, dins de la província de Sàsser. L'any 2007 tenia 754 habitants. Es troba a la regió del Tataresu. Limita amb els municipis de Cargeghe, Osilo, Ossi i Sàsser.

## Administració
| Període | Identitat           | Partit        |
| ------- | ------------------- | ------------- |
| 2006-   | Rita Desole in Tolu | Llista cívica |